# Amurru (Staat)

Geopolitische Lage in der Levante während der Amarnazeit, bevor Amurru unter hethitischen Einfluss geriet.

Amurru bezeichnet einen historischen Kleinstaat der Levante, der im Westen Syriens und im Norden des heutigen Libanon lag. Das Staatsgebiet lag am Mittelmeer zwischen den Stadtstaaten Byblos und Ugarit und reichte im Norden bis ans Mitanni-Reich heran. Der Staat war abwechselnd entweder unabhängig, dem Hethiter-Reich oder dem Altägyptischen Reich zugehörig.
In Keilschrifttexten des späten dritten Jahrtausends v. Chr. tritt Bezeichnung die Amurriter in keilschriftlichen Urkunden als nach Mesopotamien eindringende Halbnomaden auf. Amurru selbst wird zum ersten Mal in den Amarnabriefen erwähnt. Zur Zeit des Pharao Amenophis III. (18. Dynastie, Neues Reich) stand das Gebiet unter ägyptischer Verwaltung. Die ersten bekannten Könige Amurrus, Abdi-Aširta und sein Sohn Aziru, betrieben eine selbstständige Außenpolitik, die unter Amenophis III. proägyptisch war. Während der Herrschaft von dessen Sohn und Nachfolger Echnaton schloss Aziru einen Bündnisvertrag mit den Hethitern, der sich gegen die ägyptischen Interessen wandte. Nach einem Feldzug des Sethos I. konnte Amurru zusammen mit Kadesch kurzzeitig eingenommen werden, bevor das Land zurück an die Hethiter fiel. Auch Ramses II. konnte in seinem ersten Asienfeldzug Amurru kurzzeitig von König Bentešina zurückerobern. Nach der Schlacht bei Kadesch verbündete sich Amurru abermals mit den Hethitern. Zur Zeit von Ramses III. wurde Amurru von den Ägyptern geschlagen. Nicht ganz klar ist, ob der Staat auf Seiten der Seevölker kämpfte. Zwar wird von einem Sammeln der Seevölker in Amurru im achten Jahr von Ramses III. berichtet, was auf Kämpfe hindeuten könnte. Auf einem Relief im Totentempel des Ramses III. wird der „elende Fürst von Amurru“ jedoch zusammen mit anderen besiegten Feinden Ägyptens abgebildet. Im Kanopusdekret wird Amurru mit Syrien gleichgesetzt.
Wirtschaftlich war Amurru vor allem für den Export von Holz der Libanon-Zeder, Getränken und Balsam bekannt.

## Liste bekannter Herrscher
- Abdi-Aširta (um 1380 v. Chr.[3])
- Aziru (1340–1315 v. Chr.)
- Ari-Teššup (1315–1313 v. Chr.)
- Duppi-Teššup (1313–1280 v. Chr.)
- Bentešina (1280–1275 v. Chr., erste Regierungsphase)
- Šapili (1275–1260 v. Chr.)
- Bentešina (1260–1230 v. Chr., zweite Regierungsphase)
- Šaušgamuwa (1230 v. Chr.– ?)
- Maḫḫaza (?) (um ca. 1200 v. Chr.)[4]